# Tristan a Isolda
Tristan a Isolda je francouzský rytířský epos s milostnou tematikou, který vznikl zpracováním původní keltské legendy. Její nejstarší písemná verze pochází z 12. století a stala se inspirací pro mnoho děl evropské středověké literatury. Hlavním tématem je nenaplněná láska mezi rytířem Tristanem a irskou princeznou Isoldou (někdy také Izolda, Iseult, Isolde aj.).

## Děj

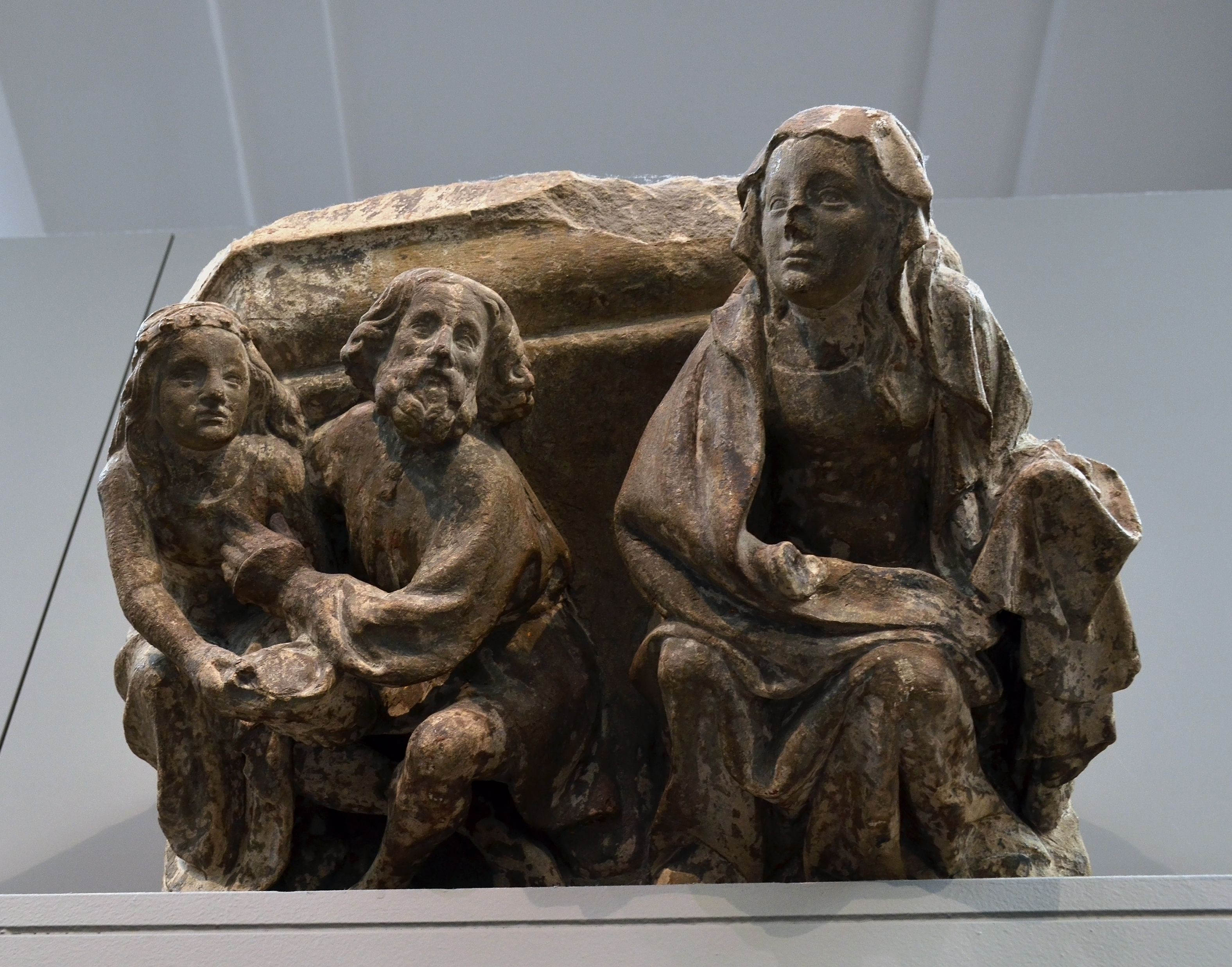
Tristan, Isolda a služebná Brangien s kouzelným nápojem; Bruggy 1376-1380

Děj se odehrává na Britských ostrovech v království Cornwall, kde vládne král Mark. Jeho sestra Blanchefleura se právě provdala za Markova přítele, krále Rivalena. Rivalen však odjíždí do země Loonnoisu a chystá se do bitvy, proto svěří svou ženu podkonímu Rohaltovi. Rivalen se z bitvy nevrátí, těhotná Blanchefleura mu porodí syna a sama žalem při porodu zemře. Novorozeně Tristana vychoval podkoní. Tristan vyrostl a stal se správným rytířem, jeho nevlastní otec Rohalt mu však nikdy neprozradil jeho původ ani jména rodičů. Jednoho dne se Tristan vydal rybařit na moře, jejich loď ztroskotala a on jako jediný přežil. Vlny ho zanesly až do království Cornwall, kde jej našla lovecká družina a přivedla ke králi Markovi. Ten vyslechl, co se stalo, a přijal Tristana do svých služeb, aniž by věděl, že je to jeho synovec. Tristana si oblíbil.
Po pěti letech se v Cornwallu Tristan opět shledává s Rohaltem, ten jemu i Markovi poví o Tristanově původu a žádá, aby se Tristan postavil Morganovi, který se neprávem ujal trůnu. Tristan Morgana porazí, zvykl si však na svůj život a na Marka, a tak vládu přenechává Rohaltovi a odjíždí zpátky do Cornwallu. Zde se ale objevil obr Morholt, bratr irského krále, a chtěl po Cornwallu daně. Tristan jej vyzval na souboj a zvítězil. V tu dobu irský král pořádá turnaj o ruku své dcery Isoldy, kterou chce Mark za ženu. Tristan, z něhož se nyní stal nástupce Markova trůnu, se nabídne, že Isoldu pro Marka vybojuje. Odjíždí do Irska a během turnaje, kde neustále vyhrává, se do něj Isolda zamiluje. Její city se ale změní poté, co se dozví, že ji Tristan nechce pro sebe, ale pro Marka, a že je to Tristan, kdo zabil jejího strýce. Začne jeho i Marka nenávidět. Její služebná Brangien jí nabídne kouzelný nápoj, který má s Markem vypít, aby se oba do sebe zamilovali. Při zpáteční cestě do Cornwallu Tristan na palubě vezl Isoldu. Na lodi byl nedostatek vody a nešťastnou náhodou oba vypili kouzelný lektvar a zamilovali se do sebe.
Isolda se vdala za Marka, Tristan i ona jsou však nešťastní ze své lásky, protože nemohou být spolu. Král Mark ale často odjížděl ze svého hradu Tintagel, a tak Tristan mohl navštěvovat Isoldu v její komnatě. Po několika měsících si na Tristana počíhali jeho odpůrci a řekli vše Markovi. Ten tomu nevěří, Tristan je nucen odejít z hradu, místo toho se však skryje v lesích a opět se začne tajně stýkat s Isoldou. To se však po čase opět donese Markovi, který se na radu schová ve větvích stromů a čeká, až se Tristan s Isoldou sejdou. Ti si jej všimli a předstírali, že Tristan žádá po Isoldě, aby se za něj u Marka přimluvila. Mark ho na druhý den opět přizve na hrad, kde se oba milenci opět scházejí. Rádci poradí Markovi rozsypat u dveří komnaty mouku, kde na druhý den uvidí stopy. Tristan i Isolda jsou vyhnáni z hradu, žijí spolu šťastně a skromně v malém přístřešku. Po dvou letech král na lovu zabloudí a narazí na jejich chýši, kde spí vedle sebe. Tristan si ale únavou zapomněl sundat před spaním meč, který měl podél pasu a který rozděloval jeho a Isoldu. Mark navlékl Isoldě zpátky snubní prsten a odjel.
Isolda se s Tristanem pak musela rozloučit, dala mu svůj prsten a nešťastná se vrátila k Markovi. Tristan putoval světem, až se jednou setkal s rytířem Girfeltem, jenž měl sestru se stejným jménem Isolda. Vzal si ji tedy ve víře, že zapomene na svou milovanou, ale nestalo se tak. Tristan těžce onemocněl, svěřil se se vším Girfeltovi a dal mu prsten, který od své Isoldy dostal, a poslal ho pro ni. Girfelt slíbil, že ji přivede, a domluvili se, že pokud bude mít Isoldu na lodi, tak vyvěsí bílou vlajku, pokud ne, černou. Rozhovor slyšela jeho manželka, a když spatřila loď s bílou vlajkou, zalhala Tristanovi, že je černá. Když Tristan naposledy vydechl, vše si uvědomila a začala litovat. Když Isolda přišla a viděla mrtvého Tristana, políbila jej a zemřela s ním.

## Zpracování

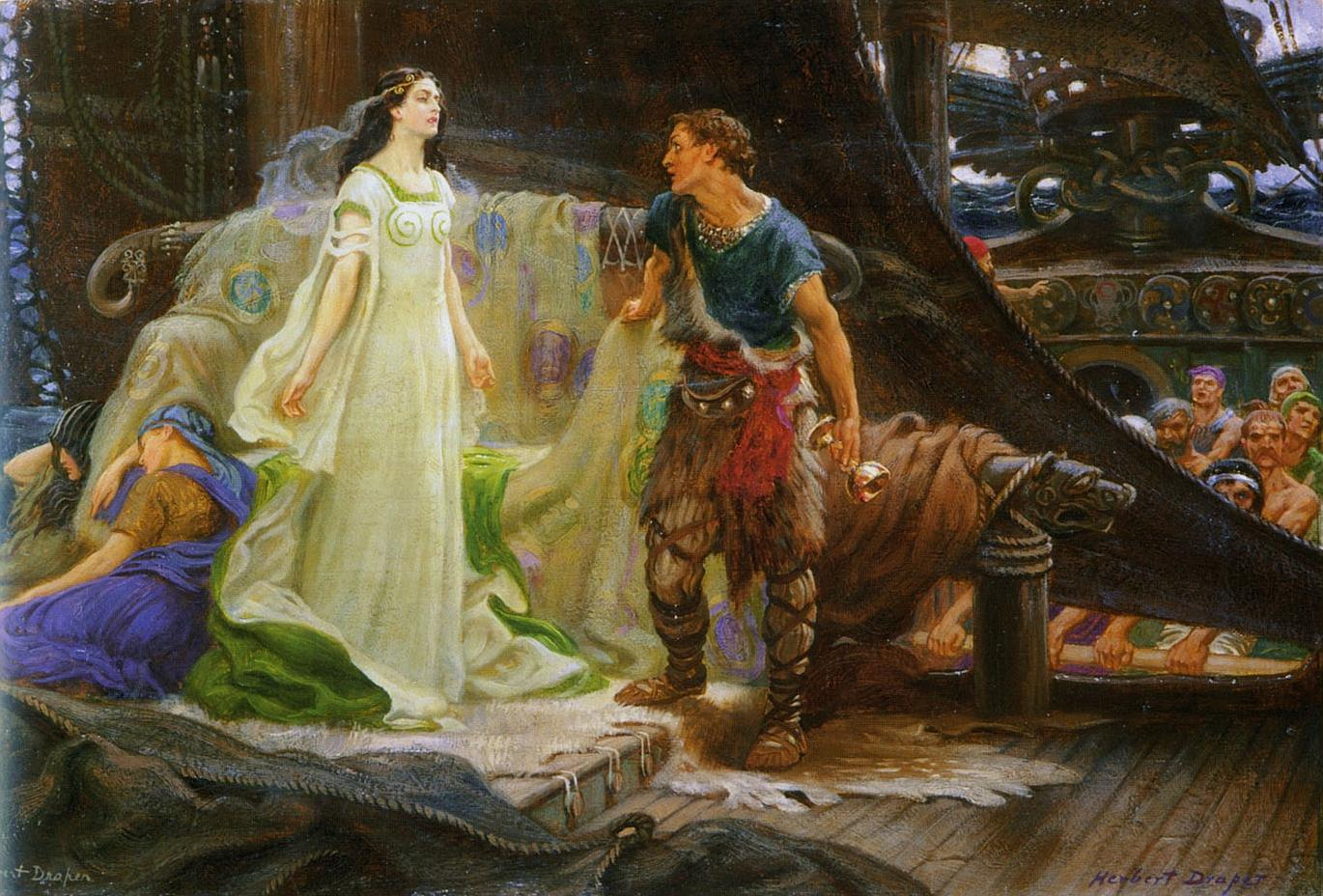
Tristan a Isolda podle anglického malíře Herberta Drapera (1863-1920)

- Česky psaný rytířský epos Tristram a Izalda na námět z německého Tristana a Isoldy vznikl  ve druhé polovině 14. století
- Několikrát příběh zpracovali romanopisci, k nejčtenějším patří Joseph Bédier: Román o Tristanovi a Isoldě z roku 1900, přeložený do češtiny již čtyřikrát.
- Gaetano Donizetti napsal populární operu Nápoj lásky v roce 1832.
- Richard Wagner zkomponoval operu Tristan a Isolda podle téže legendy v roce 1859, Národní divadlo ji od roku 1913 uvedlo třikrát[1].
- Malíři a ilustrátoři si oblíbili příběh v období romantismu a symbolismu, například Angličané Herbert James Draper nebo Aubrey Beardsley
- Thomas Hardy zdramatizoval pro divadlo jako jednoaktovku The Famous Tragedy of The Queen of Cornwall (Slavná tragédie královny cornwallské)  roku 1923
- Desetkrát se námět objevil ve filmu a v televizi, počínaje němým filmem z roku 1909; kreslenou televizní pohádku Tristan et Iseut natočil francouzský režisér Thierry Schiel v roce 2001; zatím poslední hraný film Tristan and Isolde natočil roku 2006 holywoodský režisér Kevin Reynolds převážně v Čechách, na Křivoklátsku a v Průhonickém parku.

### Dostupné online
- WAGNER, Richard. Tristan a Isolda. Překlad Jan Novák. Praha: Umělecká beseda, 1900. 88 s. Dostupné v archivu pořízeném dne 2016-03-04. Archivováno 4. 3. 2016 na Wayback Machine.